# 梅村坦
梅村 坦（うめむら ひろし、1946年11月10日 - ）は、日本の東洋学者・歴史学者。専門は東洋史学・中央ユーラシア史・ウイグル民族誌史。学位は、博士（学術）。中央大学名誉教授。公益財団法人東洋文庫研究員・内陸アジア研究部門（中央アジア研究班 総括）。東京都出身。
東洋文庫 評議員、内陸アジア史学会 常任理事、片倉もとこ記念沙漠文化財団 評議員。
東洋文庫附置ユネスコ東アジア文化研究センター研究員、立正大学教養部教授、中央大学総合政策学部教授などを歴任。

## 経歴・人物
1982年1月-5月、トルコ アンカラに滞在し、3月に来土した護雅夫とともに「日本学術振興会 西アジア地域研究センター」の再建・設立に携わる 。
2015年3月、中央大学より博士（学術）の学位を取得 (学位論文：「ウイグル定住社会の形成 : 遊牧世界と農耕都市世界の接合」) 。
出典：『総合政策研究』, p. 121、『HAKUMON Chuo』
- 1971年3月：東京教育大学 文学部 史学科 東洋史学専攻 卒業
- 1977年3月：東京教育大学大学院 文学研究科 東洋史学専攻 博士課程単位取得満期退学
- 1977年4月：日本学術振興会 奨励研究員
- 1978年4月：(財)東洋文庫附置ユネスコ東アジア文化研究センター 研究員
- 1983年4月：立正大学教養部 専任講師
- 1986年4月：立正大学教養部 助教授
- 1991年4月：立正大学教養部 教授
- 1993年4月：中央大学総合政策学部 教授
- 2005年5月 - 2017年3月：学校法人中央大学 評議員
- 2007年11月 - 2009年10月：中央大学大学院 総合政策研究科委員長
- 2017年3月：中央大学総合政策学部 定年退職 名誉教授の称号を受ける
  - 2017年1月12日：最終講義 -「中国少数民族から見る”ナショナリズム”」をテーマに行う[10]。

主な学会役員として、歴史学会 理事(1985-1990)、内陸アジア史学会 副会長(1993-2005)・会長(2005-2013)、日本中央アジア学会 理事などを歴任する。

## 主著

### 単著
- Japanese studies on inner Asian history 1973-1983, Centre for East Asian Cultural Studies, (1987), NCID BA1777896X
- 『内陸アジア史の展開』山川出版社〈世界史リブレット 11〉、1997年。 NCID BN15813096。

### 翻訳（編訳・監訳）
- 『中国考古学三十年：1949-1979』文物編集委員会編・関野雄監訳、平凡社、1981年。 NCID BN01895219。

分担翻訳：黒龍江・新疆・西蔵
- 陳正祥編著『中国歴史・文化地理図冊』解説・翻訳、原書房 、1982年[13]。NCID BN01649802。
- 張承志『モンゴル大草原遊牧誌―内蒙古自治区で暮らした4年』編訳、朝日新聞社〈朝日選書 301〉、1986年。 NCID BN00684455。
- 張承志『殉教の中国イスラム：神秘主義教団ジャフリーヤの歴史』編訳、亜紀書房、1993年。 NCID BN09826435。
- 張承志『中国と日本―批判の刃を己に』監訳、亜紀書房、2015年。 NCID BB19824307。

### 編集・編著
- 『中央アジア：1886-1977』シルクロード〈東西交渉史文献目録 1〉、1979年。 NCID BN03057203。
- 『中央ユーラシアへの現代的視座』中央大学出版部〈中央大学 政策文化総合研究所 研究叢書 21〉、2016年[14]。NCID BB20949900。

### 共著
- 『宋と中央ユーラシア』伊原弘と共著、中央公論社〈世界の歴史 7〉、1997年。／中公文庫、2008年。NCID BA86150521。
※真田 安「【新刊紹介】伊原弘・梅村坦著 『宋と中央ユーラシア』 (世界の歴史 7) 中央公論社 一九九七・四七八頁」『史学雑誌』第107巻第1号、1998年、124-125頁、doi:10.24471/shigaku.107.1_124。
- 『中央アジア史』間野英二編、同朋舎 発行・角川書店 発売〈アジアの歴史と文化 8〉、1999年。 NCID BA40712281。

執筆：中央アジアのトルコ化 pp.70-81／ウイグル人社会とウイグル化 pp.106-117
- 『地域の成り立ち』辛島昇・高山博編、山川出版社〈地域の世界史 3〉。 NCID BA47230427。

執筆：シルクロード：異文化圏を結ぶ通商ネットワーク pp.132-172
- 『中央ユーラシア史』小松久男編、山川出版社〈新版 世界各国史 4〉、2000年。 NCID BA48941307。

執筆：第二章「オアシス世界の展開」pp.89-142
- 『大中華圏：その実像と虚像』渡辺利夫ほか編、岩波書店、2004年。 NCID BA69268026。

執筆：多文化社会のゆくえ―新疆ウイグル自治区の民族とイスラーム 

### 共編・共編著
- 『ウイグル文契約文書集成 全3巻』山田信夫著、 小田寿典・ペーター ツィーメ（ドイツ語版）・森安孝夫 と共編、大阪大学出版会、1993年[注 1][注 2]。ISBN 978-4872590012。
- 『イスラーム世界』片倉もとこ・清水芳見と共編、岩波書店、2004年。NCID BA66155555。
- 『中央ユーラシアを知る事典』小松久男・ 宇山智彦・帯谷知可・堀川徹と共編、平凡社、2005年。NCID BA71544410。
- 『中央ユーラシアの文化と社会』新免康と共編著、中央大学出版部〈中央大学 政策文化総合研究所 研究叢書 12〉、2011年[14]。NCID BB05397886。
- 『図録 文字から見る歴史と文化：江上波夫蒐集品を中心に』江上綏と総合編集、山川出版社、2013年。NCID BB1427278X。
- Catalogue of the Old Uyghur Manuscripts and Blockprints in the Serindia Collection of the Institute of Oriental Manuscripts, RAS、Volume 1、Toyo Bunko、2021年。NCID BC06580615。doi:10.24739/00007487[4][18][19]。
- 『中央ユーラシア文化事典』小松久男(編者代表)・ 坂井弘紀・林俊雄・前田弘毅・松田孝一と共編、丸善出版、2023年7月。NCID BD02794079。

### 論文等[20]
- 「敦煌探検・研究史」『敦煌の自然と現状』榎一雄責任編集、大東出版社〈講座敦煌 1〉、1980年、127-241頁。 NCID BN00320299。
- 「住民の種族構成：敦煌をめぐる諸民族の動向」『敦煌の社会』池田温責任編集、大東出版社〈講座敦煌 3〉、1980年、197-223頁。 NCID BN0032038X。
- 「大谷探検隊将来ウイグル銘文木片」『内陸アジア・西アジアの社会と文化』護雅夫編、山川出版社、1983年、133-159頁。 NCID BN01452003。
- 「内陸アジアの遊牧民：ウイグル族における時間と空間」『牧畜民』永田雄三・松原正毅編、東洋経済新報社〈イスラム世界の人びと 3〉、1984年、109-149頁。 NCID BN04450558。
- 「砂漠とオアシスの世界」『悠久の大地中国：5000年の歴史を行く』久保田博二写真、Newton special issue、教育社、1985年、110-123頁。 NCID BN01042329。
- 「草原とオアシスの世界」『中華の分裂と再生：3-13世紀』樺山紘一ほか編、岩波書店〈岩波講座世界歴史 9〉、1999年、85-107頁。 NCID BA39627866。
- 「増補・天山ウイグル王の肖像をめぐって」『鎌倉仏教の様相』高木豊・小松邦彰編、吉川弘文館、1999年、422-459頁。 NCID BA41129340。
- 「天山山中に遊牧民をたずねて」『ユーラシア草原からのメッセージ：遊牧研究の最前線』松原正毅ほか編、平凡社、2005年、37-62頁。 NCID BA71405163。
- 「英国ブレア政権のイラク侵攻策をめぐって：日本をふりかえるために」『日本論：国際化する日本』「日本論」プロジェクト編、中央大学出版部〈中央大学政策文化総合研究所研究叢書 1〉、2005年、3-44頁[14]。NCID BA71454271。
- 「地図による「生活」と「世界」の表現」『天空 地球 ユーラシア：古地図が描く世界の姿』横浜ユーラシア文化館 編、横浜ユーラシア文化館、2006年、50-55頁。 NCID BA79557198。 ※横浜ユーラシア文化館での展覧会図録[21]
- 「現代ウイグル文化の歩む道：中華の波の中にある言語」『イスラーム世界のことばと文化』佐藤次高・岡田恵美子編著、成文堂〈世界のことばと文化シリーズ(早稲田大学国際言語文化研究所)〉、2008年、244-261頁。 NCID BA85924169。
- 第7章「中央アジア交流圏が示すユーラシア像」『北・東北アジア地域交流史』姫田光義編、有斐閣 〈有斐閣アルマ 世界に出会う各国＝地域史〉、2012年、191-212頁。NCID BB09825256。
- 『中国のムスリムを知るための60章』中国ムスリム研究会編、明石書店〈エリア・スタディーズ 106〉、2012年[22]。
  - 第11章「張承志－回族作家、その人道主義とムスリム意識」81-85頁。
  - 第19章「カシュガルの職人街－オアシス都市とその住民」127-131頁。
  - 第21章「新疆の遊牧民－カザフ、クルグズ、モンゴルの定住化をめぐって」137-141頁。